# Steve Biko
Steve Biko (18. december 1946 – 12. september 1977) var en anti-apartheid-aktivist i Sydafrika i 1960'erne og 70'erne. Han var muligvis et af de individer, der betød allermest for afskaffelsen af apartheid i landet. 
Steve Biko personificerede i 1970’erne et helt nyt kapitel i modstanden mod apartheid; Black Consciousness. Mens de traditionelle ledere som Nelson Mandela, Walter Sisulu m.fl. sad i fængsel med livstidsdomme, begyndte en ny generation af sorte universitetsstuderende at organisere sig. De inddelte deres befrielseskamp i to stadier; den psykologiske og den fysiske. Black Consciousness Movement koncentrerede sig i første omgang om de sorte sydafrikaneres mentale arv som undermennesker og frigørelsen herfra. "The most potent weapon in the hands of the oppressor is the mind of the oppressed", som Biko skrev. Steve Biko døde i 1977 i politiets varetægt, hvilket udløste øjeblikkelig international fordømmelse, og var med til at ophøje Steve Biko til martyr og symbol på kampen mod apartheid.

## Barndom
Steve Biko blev født i 1946, og hele den bevidste del af hans liv kom således til at foregå under apartheid. Biko voksede op i Ginsberg Location (township) tæt på King Williams Town; et sted som hans ven Barney Pityana kaldte ”et tæt forbundet samfund bestående af omkring 800 familier, der måtte deles om vandhaner og toiletfaciliteter”.

## Karriere

### Studietid
Biko var en intelligent og succesfuld studerende og modtog derfor et stipendium til Lovedale, et gymnasium udelukkende for sorte afrikanere.  Herfra blev han bortvist, selvom han var uskyldig i anklagerne, og afsluttede sin gymnasieuddannelse på en katolsk skole. Han læste derefter til læge på University of Natal fra 1966, og jura fra 1973 gennem University of South Africa (UNISA), et korrespondance-universitet hvor blandt andet Nelson Mandela også studerede per korrespondance mens han var i fængsel. Biko fuldførte ikke nogen af studierne, mestendels fordi han endte med at vie størsteparten af sit liv til at opbygge et væld af organisationer der alle havde relation til Black Conscioussness-bevægelsen.

### Black Consciousness
Efter at Biko i første omgang havde været medlem af og arbejdet for the National Union of South African Students (NUSAS), brød han med studenterforeningen for at danne the South African Students Organisation (SASO) i 1968, da han mente at de hvide ”liberals”; velmenende hvide studerende som Biko følte havde overtaget kampen imod apartheid på en reaktionær facon; umuliggjorde sort selvbevidsthed. Fra 1972 arbejdede Biko for Black Community Programmes, men blev ”bandlyst” (dvs. at han bl.a. ikke kunne tale med mere end en person af gangen ud over sin nære familie) i 1973 på grund af den stigende opmærksomhed han pådrog sig pga. forskellige artikler og interviews han havde givet, blandt andet under pseudonymet ”Frank Talk”. Biko blev dog ved med at være overordentlig aktiv i Black Conscioussness-bevægelsen, og hjalp bl.a. med at starte Zimele Trust Fund i 1975. 
Biko var således Black Consciousness-bevægelsens ”fader” og hoved-inspiration, selvom han gjorde sit yderste for ikke at være dominerende og kontrollerende , således at andre i bevægelsen kunne få ligelig del i ansvaret for bevægelsen, og for at modvirke optræk til en personlighedskult. 

### Fængsel og bandlysning
Den frygtløshed som Biko udviste overfor enhver autoritet, for eksempel under SASO-BPC retssagen i 1976, hans utøvende reaktion overfor enhver krænkelse, og hans manglende overholdelse af hans ”bandlysning” var sandsynligvis kraftigt medvirkende årsager til hans tidlige død. På den anden side var det at han åbenlyst viste, at han ikke var bange for myndighederne, eller følte nogen form for underlegenhed overfor hvide sydafrikanere, en vigtig medvirkende faktor til at skabe en kultur der i langt højere grad var blottet for angst blandt sorte sydafrikanere.

## Død
Biko blev gentagne gange tilbageholdt uden at blive anklaget for noget, og måtte døje med lange perioder i isolation i fængslet. Han blev tilbageholdt for sidste gang d. 18. august 1977, efter at være blevet stoppet af det sydafrikanske sikkerhedspoliti ved en vejafspærring. Han døde i politiets varetægt i september, efter at have været udsat for tortur. Ingen af dem, der var impliceret i hans død, eller nogen anden part, er nogensinde blevet dømt for hans mord. De betjente der var ansvarlige for hans død forsøgte at få amnesti ved Truth and Reconcilliation Commission, men dette blev dem afslået.

## Holdninger
Biko kom fra en familiebaggrund der var præget af både den vestlige og den traditionelt afrikanske kultur og tankemåde. Biko var derfor ikke overbevist af den eksklusivistiske afrikanisme, som Pan Africanist Congress (PAC) advokerede, selv om Bikos familie for det mestes vedkommende støttede denne organisation.  Biko havde heller ikke synderligt sympati for ANCs racefrie (non-racialist) tilgang. Bikos radikale synspunkter og skrifter fra hans ungdomsår, blev stille og roligt modererede i midten af halvfjerdserne, og han endte med at se på sine tidligere holdninger og artikler som ”overkill”. Hvor hans tidlige skrifter meget handlede om en taktisk tilbagetrækning fra racemæssigt integrerede organisationer (selvom alle Black Consciousness’ organisationer havde deltagelse af såvel afrikanere, indere og coloureds, summen af hvilket Biko kaldte ”sorte”), fokuserede hans senere tanker og artikler på at skabe et raceløst Sydafrika, samt på i højere grad at inkludere reelt velvillige hvide sydafrikanere i kampen imod apartheid.  Dette afspejlede Bikos to-trins strategi for Black Consciousness: først bevidsthed om ens situation og psykologiske følelse af underlegenhed, siden hen politisk handling.